# Santa María de la Alameda
Pour les articles homonymes, voir Alameda.
Santa María de la Alameda est une commune de la communauté de Madrid, en Espagne.